# Чодри, Кишор Нанд
Нанд Кишор Чодри (англ. Nand Kishore Chaudhary) — индийский предприниматель. В настоящее время является председателем и исполнительным директором социального предприятия «Jaipur Rugs», которое он основал в 1978 году.

## Биография
Нанд Кишор Чодри родился в семье выходцев из Марвари в городе Чуру (штат Раджастхан). Он не был заинтересован в продолжении традиционного семейного бизнеса по производству обуви. Вместо этого он начал заниматься ковровым бизнесом, в 1978 установив два ткацких станка и наняв местных ремесленников.
Создав предприятие «Jaipur Rugs», Нанд Кишор Чодри решил изменить ситуацию в ряде штатов Индии, исключив из исторически сложившейся схемы рынка посредников, тем самым значительно снизив стоимость итоговой продукции при увеличении выплаты непосредственному исполнителю работы. Выстроив модель социального бизнеса на начальном этапе становления компании, он сосредоточил свою работу на налаживании связей с ремесленниками на местах, предоставляя им возможность прямого выхода на рынки сбыта под его торговой маркой.
В 1978 году он начал заниматься ковровым бизнесом, имея при себе всего два ткацких станка и 9 ремесленников. К настоящему времени компания осуществляет деятельность в 8-ми штатах Индии, на неё работает более 40 000 ремесленников, и она является одним из лидеров рынка ковров ручной работы в Индии. «Jaipur Rugs» экспортирует продукцию более чем в 40 стран мира.
За свою деятельность в Индии он получил прозвище — "Ганди" ковровой промышленности.
Нанд Кишор Чодри стал обладателем премии «Ernst & Young Entrepreneur» в 2010 году за лучший Стартап.